# Лабон
Лабон (перс. لابن) — село в Ірані, у дегестані Хараруд, у Центральному бахші, шагрестані Сіяхкаль остану Ґілян. У переписі 2006 року вказане як окремий населений пункт, але без відомостей про чисельність населення.

## Клімат
Середня річна температура становить 13,88 °C, середня максимальна – 27,74 °C, а середня мінімальна – -0,23 °C. Середня річна кількість опадів – 744 мм.
| Клімат поселення                              | Клімат поселення | Клімат поселення | Клімат поселення | Клімат поселення | Клімат поселення | Клімат поселення | Клімат поселення | Клімат поселення | Клімат поселення | Клімат поселення | Клімат поселення | Клімат поселення | Клімат поселення |
| Показник                                      | Січ.             | Лют.             | Бер.             | Квіт.            | Трав.            | Черв.            | Лип.             | Серп.            | Вер.             | Жовт.            | Лист.            | Груд.            |                  |
| Середній максимум, °C                         | 12,27            | 11,41            | 12,28            | 16,52            | 21,23            | 26,40            | 27,74            | 27,54            | 23,16            | 20,05            | 16,05            | 12,07            |                  |
| Середня температура, °C                       | 6,44             | 5,59             | 6,45             | 10,70            | 15,38            | 20,57            | 23,54            | 23,34            | 18,96            | 15,86            | 11,85            | 7,87             |                  |
| Середній мінімум, °C                          | 0,61             | −0,23            | 0,62             | 4,86             | 9,57             | 14,74            | 19,33            | 19,16            | 14,76            | 11,64            | 7,64             | 3,66             |                  |
| Норма опадів, мм                              | 67               | 59               | 77               | 57               | 40               | 22               | 23               | 33               | 67               | 105              | 98               | 96               |                  |
| Середньомісячна швидкість вітру, м/с          | 2.18             | 2.56             | 2.50             | 2.56             | 2.22             | 2.19             | 2.39             | 2.14             | 1.88             | 2.04             | 2.03             | 2.12             |                  |
| Середньомісячна сонячна радіація, кДж/м²·день | 7318             | 9539             | 11617            | 15929            | 19711            | 21931            | 22381            | 19118            | 15795            | 11300            | 8923             | 6978             |                  |
| --------------------------------------------- | ---------------- | ---------------- | ---------------- | ---------------- | ---------------- | ---------------- | ---------------- | ---------------- | ---------------- | ---------------- | ---------------- | ---------------- | ---------------- |
| Джерело:                                      |                  |                  |                  |                  |                  |                  |                  |                  |                  |                  |                  |                  |                  |